# Franz Xaver von Schönaich

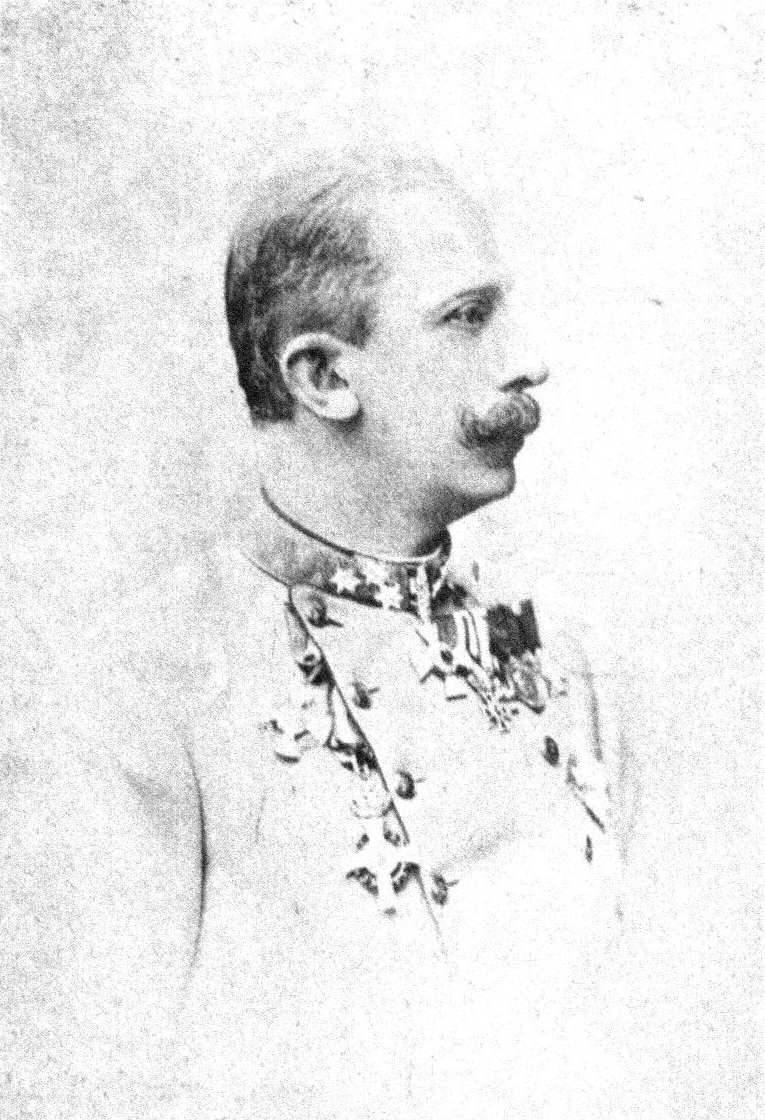
Franz Xaver von Schönaich

Franz Xaver Freiherr von Schönaich (* 27. Februar 1844 in Wien; † 26. Januar 1916 ebenda) war ein österreichischer General der Infanterie und 1906/11 Reichskriegsminister.

## Leben
Durch Allerhöchste Entschließung zu Ischl am 12. August 1908 wurde er geadelt. Mit dem Diplom wurde Franz Schönaich zu Wien am 1. Oktober 1908 als K. u. K. Feldzeugmeister und Reichskriegsminister in den österreichischen Freiherrenstand erhoben.
Eine Verwandtschaft zum alten schlesischen Adelsgeschlecht Schönaich ist nicht bekannt, jedenfalls nimmt auch das 1908 verliehene Wappen keinen Bezug dazu.
Schönaich ist in Wien auf dem Hietzinger Friedhof bestattet.